# Alloea contracta
Alloea contracta är en stekelart som först beskrevs av Alexander Henry Haliday 1833.  Alloea contracta ingår i släktet Alloea och familjen bracksteklar. Arten är reproducerande i Sverige. Inga underarter finns listade i Catalogue of Life.